# Clett
Clett és un petit illot rocós i deshabitat que pertany al país constituent britànic d'Escòcia, prop de la costa nord de Caithness, just a l'oest de Holborn Head al nord de Scrabster. Pertany a l'arxipèlag de les Hèbrides Interiors. Té una alçada màxima de 27 metres sobre el nivell del mar.